# Marc Pupiè Màxim
Marc Pupiè Màxim (en llatí: Marcus Pupienus Maximus; c. 140) va ser un senador romà.
Es va casar amb Clòdia Pulcra (nascuda el 145), filla d'Appi Claudi Pulcre i Sèxtia, i suposadament va tindre un fill; l'emperador romà Pupiè.
La Historia Augusta, el testimoni del qual és poc de fiar, afirma que era un ferrer.

## Arbre familiar
|                                     |                                     |                                     |                                     |                                     |                                     |  |  | Quint Tineu Sacerdot Clement cònsol ordinari | Quint Tineu Sacerdot Clement cònsol ordinari | Quint Tineu Sacerdot Clement cònsol ordinari | Quint Tineu Sacerdot Clement cònsol ordinari | Quint Tineu Sacerdot Clement cònsol ordinari | Quint Tineu Sacerdot Clement cònsol ordinari |  |  |                                                       |                                                       |                                                       |                                                       |                                                       |                                                       |  |  |                                                       |                                                |                                                |                                                |                                                |                                                |  |  | Marc Pupiè Màxim senador ∞ Clòdia Pulcra                      | Marc Pupiè Màxim senador ∞ Clòdia Pulcra                      | Marc Pupiè Màxim senador ∞ Clòdia Pulcra                      | Marc Pupiè Màxim senador ∞ Clòdia Pulcra                      | Marc Pupiè Màxim senador ∞ Clòdia Pulcra                      | Marc Pupiè Màxim senador ∞ Clòdia Pulcra                      |  |  |                                   |                                   |                                   |                                   |                                   |                                   |  |  |                                      |                                      |                                      |                                      |                                      |                                      |  |  |  |  |  |  |  |  |  |  |  |  |  |  |  |  |  |  |  |  |  |  |  |  |  |  |  |  |
|                                     |                                     |                                     |                                     |                                     |                                     |  |  | Quint Tineu Sacerdot Clement cònsol ordinari | Quint Tineu Sacerdot Clement cònsol ordinari | Quint Tineu Sacerdot Clement cònsol ordinari | Quint Tineu Sacerdot Clement cònsol ordinari | Quint Tineu Sacerdot Clement cònsol ordinari | Quint Tineu Sacerdot Clement cònsol ordinari |  |  |                                                       |                                                       |                                                       |                                                       |                                                       |                                                       |  |  |                                                       |                                                |                                                |                                                |                                                |                                                |  |  | Marc Pupiè Màxim senador ∞ Clòdia Pulcra                      | Marc Pupiè Màxim senador ∞ Clòdia Pulcra                      | Marc Pupiè Màxim senador ∞ Clòdia Pulcra                      | Marc Pupiè Màxim senador ∞ Clòdia Pulcra                      | Marc Pupiè Màxim senador ∞ Clòdia Pulcra                      | Marc Pupiè Màxim senador ∞ Clòdia Pulcra                      |  |  |                                   |                                   |                                   |                                   |                                   |                                   |  |  |                                      |                                      |                                      |                                      |                                      |                                      |  |  |  |  |  |  |  |  |  |  |  |  |  |  |  |  |  |  |  |  |  |  |  |  |  |  |  |  |
|                                     |                                     |                                     |                                     |                                     |                                     |  |  |                                              |                                              |                                              |                                              |                                              |                                              |  |  |                                                       |                                                       |                                                       |                                                       |                                                       |                                                       |  |  |                                                       |                                                |                                                |                                                |                                                |                                                |  |  |                                                               |                                                               |                                                               |                                                               |                                                               |                                                               |  |  |                                   |                                   |                                   |                                   |                                   |                                   |  |  |                                      |                                      |                                      |                                      |                                      |                                      |  |  |  |  |  |  |  |  |  |  |  |  |  |  |  |  |  |  |  |  |  |  |  |  |  |  |  |  |
| Quint Tineu Climent cònsol ordinari | Quint Tineu Climent cònsol ordinari | Quint Tineu Climent cònsol ordinari | Quint Tineu Climent cònsol ordinari | Quint Tineu Climent cònsol ordinari | Quint Tineu Climent cònsol ordinari |  |  | Quint Tineu Ruf cònsol 182                   | Quint Tineu Ruf cònsol 182                   | Quint Tineu Ruf cònsol 182                   | Quint Tineu Ruf cònsol 182                   | Quint Tineu Ruf cònsol 182                   | Quint Tineu Ruf cònsol 182                   |  |  | Quint Tineu Sacerdot cònsol sufecte ∞ Volusia Laodice | Quint Tineu Sacerdot cònsol sufecte ∞ Volusia Laodice | Quint Tineu Sacerdot cònsol sufecte ∞ Volusia Laodice | Quint Tineu Sacerdot cònsol sufecte ∞ Volusia Laodice | Quint Tineu Sacerdot cònsol sufecte ∞ Volusia Laodice | Quint Tineu Sacerdot cònsol sufecte ∞ Volusia Laodice |  |  |                                                       |                                                |                                                |                                                |                                                |                                                |  |  | Pupiè Emperador romà (238) ∞ Sèxtia Cetegil·la                | Pupiè Emperador romà (238) ∞ Sèxtia Cetegil·la                | Pupiè Emperador romà (238) ∞ Sèxtia Cetegil·la                | Pupiè Emperador romà (238) ∞ Sèxtia Cetegil·la                | Pupiè Emperador romà (238) ∞ Sèxtia Cetegil·la                | Pupiè Emperador romà (238) ∞ Sèxtia Cetegil·la                |  |  |                                   |                                   |                                   |                                   |                                   |                                   |  |  | Marc Ulpi Leur senador               | Marc Ulpi Leur senador               | Marc Ulpi Leur senador               | Marc Ulpi Leur senador               | Marc Ulpi Leur senador               | Marc Ulpi Leur senador               |  |  |  |  |  |  |  |  |  |  |  |  |  |  |  |  |  |  |  |  |  |  |  |  |  |  |  |  |
| Quint Tineu Climent cònsol ordinari | Quint Tineu Climent cònsol ordinari | Quint Tineu Climent cònsol ordinari | Quint Tineu Climent cònsol ordinari | Quint Tineu Climent cònsol ordinari | Quint Tineu Climent cònsol ordinari |  |  | Quint Tineu Ruf cònsol 182                   | Quint Tineu Ruf cònsol 182                   | Quint Tineu Ruf cònsol 182                   | Quint Tineu Ruf cònsol 182                   | Quint Tineu Ruf cònsol 182                   | Quint Tineu Ruf cònsol 182                   |  |  | Quint Tineu Sacerdot cònsol sufecte ∞ Volusia Laodice | Quint Tineu Sacerdot cònsol sufecte ∞ Volusia Laodice | Quint Tineu Sacerdot cònsol sufecte ∞ Volusia Laodice | Quint Tineu Sacerdot cònsol sufecte ∞ Volusia Laodice | Quint Tineu Sacerdot cònsol sufecte ∞ Volusia Laodice | Quint Tineu Sacerdot cònsol sufecte ∞ Volusia Laodice |  |  |                                                       |                                                |                                                |                                                |                                                |                                                |  |  | Pupiè Emperador romà (238) ∞ Sèxtia Cetegil·la                | Pupiè Emperador romà (238) ∞ Sèxtia Cetegil·la                | Pupiè Emperador romà (238) ∞ Sèxtia Cetegil·la                | Pupiè Emperador romà (238) ∞ Sèxtia Cetegil·la                | Pupiè Emperador romà (238) ∞ Sèxtia Cetegil·la                | Pupiè Emperador romà (238) ∞ Sèxtia Cetegil·la                |  |  |                                   |                                   |                                   |                                   |                                   |                                   |  |  | Marc Ulpi Leur senador               | Marc Ulpi Leur senador               | Marc Ulpi Leur senador               | Marc Ulpi Leur senador               | Marc Ulpi Leur senador               | Marc Ulpi Leur senador               |  |  |  |  |  |  |  |  |  |  |  |  |  |  |  |  |  |  |  |  |  |  |  |  |  |  |  |  |
|                                     |                                     |                                     |                                     |                                     |                                     |  |  |                                              |                                              |                                              |                                              |                                              |                                              |  |  |                                                       |                                                       |                                                       |                                                       |                                                       |                                                       |  |  |                                                       |                                                |                                                |                                                |                                                |                                                |  |  |                                                               |                                                               |                                                               |                                                               |                                                               |                                                               |  |  |                                   |                                   |                                   |                                   |                                   |                                   |  |  |                                      |                                      |                                      |                                      |                                      |                                      |  |  |  |  |  |  |  |  |  |  |  |  |  |  |  |  |  |  |  |  |  |  |  |  |  |  |  |  |
|                                     |                                     |                                     |                                     |                                     |                                     |  |  |                                              |                                              |                                              |                                              |                                              |                                              |  |  | Tineia                                                | Tineia                                                | Tineia                                                | Tineia                                                | Tineia                                                | Tineia                                                |  |  | Tiberi Clodi Pupiè Pulcre Màxim cònsol sufecte        | Tiberi Clodi Pupiè Pulcre Màxim cònsol sufecte | Tiberi Clodi Pupiè Pulcre Màxim cònsol sufecte | Tiberi Clodi Pupiè Pulcre Màxim cònsol sufecte | Tiberi Clodi Pupiè Pulcre Màxim cònsol sufecte | Tiberi Clodi Pupiè Pulcre Màxim cònsol sufecte |  |  | Marc Pupiè Africà Màxim cònsol ordinari ∞ Cornèlia Marul·lina | Marc Pupiè Africà Màxim cònsol ordinari ∞ Cornèlia Marul·lina | Marc Pupiè Africà Màxim cònsol ordinari ∞ Cornèlia Marul·lina | Marc Pupiè Africà Màxim cònsol ordinari ∞ Cornèlia Marul·lina | Marc Pupiè Africà Màxim cònsol ordinari ∞ Cornèlia Marul·lina | Marc Pupiè Africà Màxim cònsol ordinari ∞ Cornèlia Marul·lina |  |  | Pupiena Sèxtia Paulina Cetegil·la | Pupiena Sèxtia Paulina Cetegil·la | Pupiena Sèxtia Paulina Cetegil·la | Pupiena Sèxtia Paulina Cetegil·la | Pupiena Sèxtia Paulina Cetegil·la | Pupiena Sèxtia Paulina Cetegil·la |  |  | Marc Ulpi Eubiot Leur cònsol sufecte | Marc Ulpi Eubiot Leur cònsol sufecte | Marc Ulpi Eubiot Leur cònsol sufecte | Marc Ulpi Eubiot Leur cònsol sufecte | Marc Ulpi Eubiot Leur cònsol sufecte | Marc Ulpi Eubiot Leur cònsol sufecte |  |  |  |  |  |  |  |  |  |  |  |  |  |  |  |  |  |  |  |  |  |  |  |  |  |  |  |  |
|                                     |                                     |                                     |                                     |                                     |                                     |  |  |                                              |                                              |                                              |                                              |                                              |                                              |  |  | Tineia                                                | Tineia                                                | Tineia                                                | Tineia                                                | Tineia                                                | Tineia                                                |  |  | Tiberi Clodi Pupiè Pulcre Màxim cònsol sufecte        | Tiberi Clodi Pupiè Pulcre Màxim cònsol sufecte | Tiberi Clodi Pupiè Pulcre Màxim cònsol sufecte | Tiberi Clodi Pupiè Pulcre Màxim cònsol sufecte | Tiberi Clodi Pupiè Pulcre Màxim cònsol sufecte | Tiberi Clodi Pupiè Pulcre Màxim cònsol sufecte |  |  | Marc Pupiè Africà Màxim cònsol ordinari ∞ Cornèlia Marul·lina | Marc Pupiè Africà Màxim cònsol ordinari ∞ Cornèlia Marul·lina | Marc Pupiè Africà Màxim cònsol ordinari ∞ Cornèlia Marul·lina | Marc Pupiè Africà Màxim cònsol ordinari ∞ Cornèlia Marul·lina | Marc Pupiè Africà Màxim cònsol ordinari ∞ Cornèlia Marul·lina | Marc Pupiè Africà Màxim cònsol ordinari ∞ Cornèlia Marul·lina |  |  | Pupiena Sèxtia Paulina Cetegil·la | Pupiena Sèxtia Paulina Cetegil·la | Pupiena Sèxtia Paulina Cetegil·la | Pupiena Sèxtia Paulina Cetegil·la | Pupiena Sèxtia Paulina Cetegil·la | Pupiena Sèxtia Paulina Cetegil·la |  |  | Marc Ulpi Eubiot Leur cònsol sufecte | Marc Ulpi Eubiot Leur cònsol sufecte | Marc Ulpi Eubiot Leur cònsol sufecte | Marc Ulpi Eubiot Leur cònsol sufecte | Marc Ulpi Eubiot Leur cònsol sufecte | Marc Ulpi Eubiot Leur cònsol sufecte |  |  |  |  |  |  |  |  |  |  |  |  |  |  |  |  |  |  |  |  |  |  |  |  |  |  |  |  |
|                                     |                                     |                                     |                                     |                                     |                                     |  |  |                                              |                                              |                                              |                                              |                                              |                                              |  |  |                                                       |                                                       |                                                       |                                                       |                                                       |                                                       |  |  |                                                       |                                                |                                                |                                                |                                                |                                                |  |  |                                                               |                                                               |                                                               |                                                               |                                                               |                                                               |  |  |                                   |                                   |                                   |                                   |                                   |                                   |  |  |                                      |                                      |                                      |                                      |                                      |                                      |  |  |  |  |  |  |  |  |  |  |  |  |  |  |  |  |  |  |  |  |  |  |  |  |  |  |  |  |
|                                     |                                     |                                     |                                     |                                     |                                     |  |  |                                              |                                              |                                              |                                              |                                              |                                              |  |  |                                                       |                                                       |                                                       |                                                       |                                                       |                                                       |  |  | Luci Clodi Tineu Pupiè Bas procònsol ∞ Ovinia Paterna |                                                |                                                |                                                |                                                |                                                |  |  |                                                               |                                                               |                                                               |                                                               |                                                               |                                                               |  |  |                                   |                                   |                                   |                                   |                                   |                                   |  |  |                                      |                                      |                                      |                                      |                                      |                                      |  |  |  |  |  |  |  |  |  |  |  |  |  |  |  |  |  |  |  |  |  |  |  |  |  |  |  |  |